# 熊本県立済々黌高等学校
熊本県立済々黌高等学校（くまもとけんりつ せいせいこうこうとうがっこう）は、熊本県熊本市中央区黒髪に所在する公立高等学校。

## 概観
校名

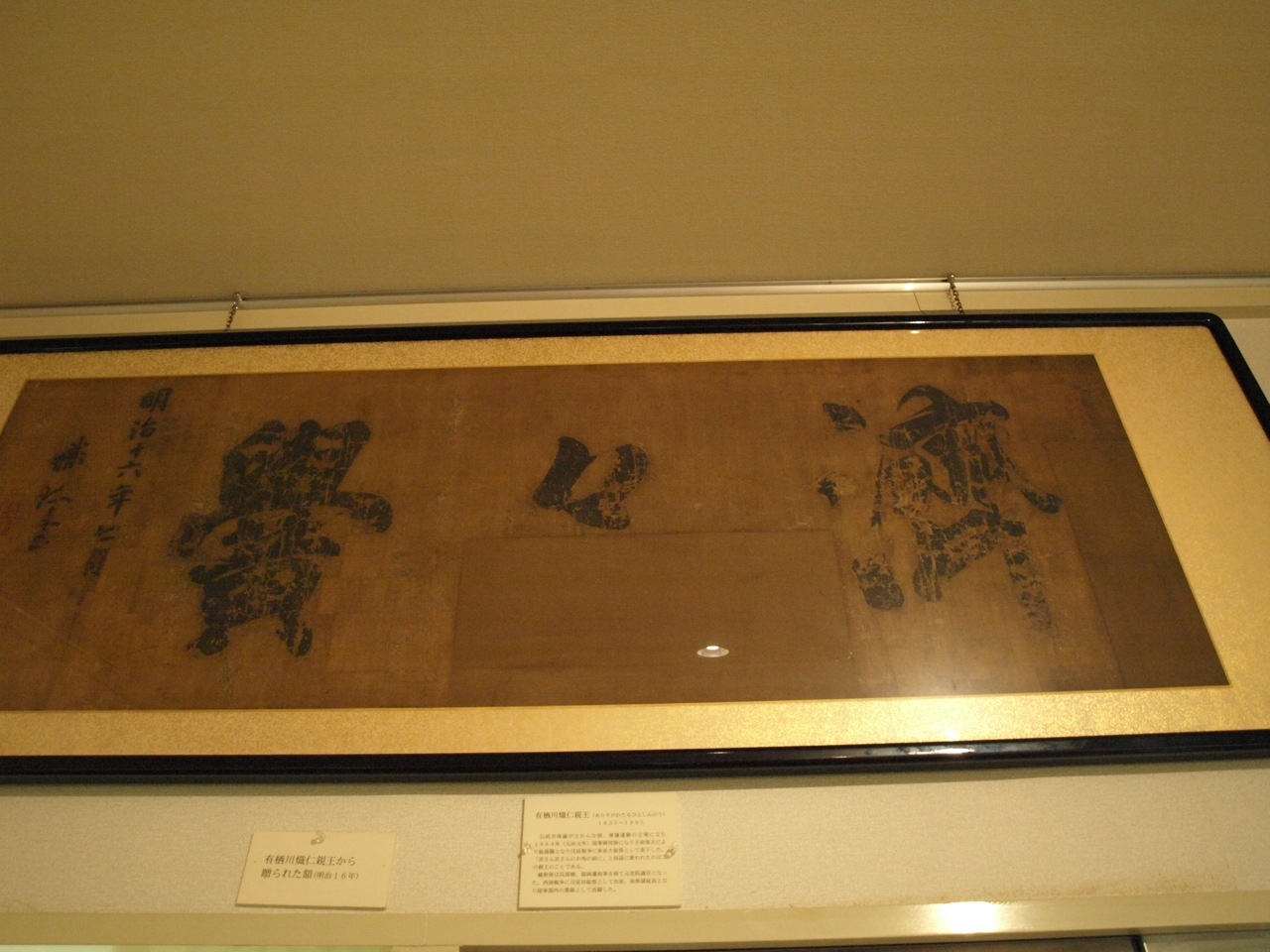
有栖川宮熾仁親王による扁額『濟々黌』

学校名は、「詩経」の一節「濟濟たる多士、文王以て寧んず」から採られている（「黌」は「学校」を意味する）。そのため卒業生を「多士」と呼び、現在でも「校長」を「黌長」、「校門」を「黌門」などと表記する伝統がある。「済済黌」、「濟々黌」とも表記する。なお、黌長印には「熊本県立済済黌高等学校長」とある。「黌」は非常に画数の多い難字であり、野球部が甲子園に出場した際、甲子園球場のビジョンに映し出される「本日の試合結果」の校名表記が第3試合までゴシック体表記だった時代（1984年～1992年）に「済々こう」となっていたことがある（明朝体による表記は可能）。
教育方針
現在、以下の「教育方針」が定められているが、いずれも明治以来の「三綱領」「八条目」がベースに存在している。
- 建学の精神である「徳・体・知」の三育併進に努め、逞しい気力と体力を養い、真の文武両道の実現に努める。
- 基本的生活習慣を確立し、自主性、自律性の涵養に努める。
- 適切な教育計画のもと、能力・適性に応じた進路指導を重視し、志望を達成する実力を養う。
- 情操豊かな人間性の陶冶に努め、社会に適応できる人材を育成する。
- 知的好奇心の発揚に努め、コミュニケーション能力の育成を通じて、思いやりの心を育てる。

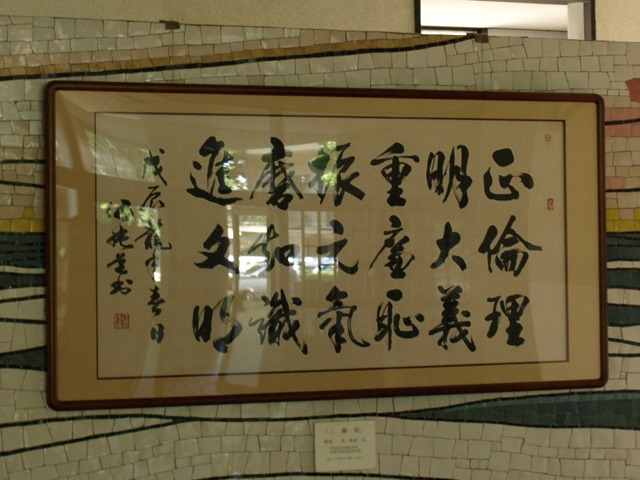
三綱領
正倫理 明大義（倫理を正しうし 大義を明らかにす）

重廉恥 振元氣（廉恥を重んじ 元気を振るう）

磨知識 進文明（知識を磨き 文明を進む）
- 1882年（明治15年）制定。「校訓」ではなく「主義」「決まり」であるとされ[1]、全校集会、式典などの際に全員で唱和されるものである。
- 西南戦争で佐々友房と共に熊本隊に属した国友重章の父・国友古照軒の私塾・論世堂の教育方針との類似が指摘されている。
- 第二次大戦後GHQの軍政官による視察が行われた際、この「大義」の解釈を巡る質問があり、ここで国家主義的思想と判断されれば三綱領の破却は免れないと咄嗟に判断した当時の黌長杉原春作と通訳とによる機略で「Great Social Service」（社会福祉あるいは社会奉仕の精神）と説明、その場をやり過ごしたというエピソードが伝えられている。
- 三綱領にちなんで磨知識という数学の問題集が済々黌の学生のために作られている。

八条目
一.清明仁愛剛健ノ三徳ヲ修メ以テ人格ノ完成ヲ期スヘシ

一.光輝アル我黌ノ歴史ニ鑑ミ以テ愛黌ノ精神ヲ發揮スヘシ

一.孝悌ノ道ヲ厚ウシ忠愛ノ念ヲ長養スヘシ

一.師弟ノ倫ヲ重ンジ學友ノ信公共ノ宜ヲ厚ウスヘシ

一.儉(倹)素以テ己ヲ持シ禮(礼)文以テ其ノ身ヲ修ムヘシ

一.規律ノ習慣ヲ尚ヒ向上ノ志ヲ壮ニシ發憤以テ其ノ業ヲ励ムヘシ

一.高尚純潔ノ情操ヲ涵養シ精確周匝ノ知能ヲ啓發スヘシ

一.齊整強健ノ身體(体)ヲ鍛錬シ耐久旺盛ノ氣力ヲ修養スヘシ
- 1910年（明治43年）2月制定。

黌歌（校歌）
明治時代に制定された黌歌の歌詞 は非常に難解で、4拍子の曲が途中2拍子（行進曲風）に変わるという珍しい構成を持つ。1931年に昭和天皇が行幸した際には、これを記念して3番が追加され、全部で5番となった が、戦後になってからは歌詞の内容からこの3番が歌われることは滅多にない。
また、「恩賜記念式歌」（明治35年の第19回恩賜記念大運動会で発表）、岡野貞一による「創立記念式歌」（明治45年、黌歌と同時に制定）があるが、いずれも現在は歌われることはない。
2012年夏に野球部が甲子園に出場した際、ABCテレビの中継では校歌斉唱時に「済々黌高等学校 校歌」ではなく「済々黌 黌歌」とクレジットされた。2013年春出場時のGAORAの中継でも「熊本県立 済々黌高等学校 黌歌」とクレジット。
スクールカラー
スクールカラーは黄色で、学帽（2021年度現在、学帽は日常生活では着用せず、卒業式で使用するのみとなっている。使用方法は卒業式を参照。）、学生服、本館には黄色（実際は山吹色に近い）の線がデザインされている。このため熊本では「黄線」（キナセン）といえば済々黌の代名詞ともなっている。
制服
男子の制服は学生服であるが、詰襟に白い襟カラーはつけない。以前は、生徒は入学早々から部活の先輩などに言われ襟カラーを取り去りバンカラなアイデンティティを自主的に表現していた。これは、他高では生活指導の対象だが、本黌は伝統として公認、かつノーカラーでの制服着用を促すため、襟の内側からカラーを留めるボタンを取り去った。このため、生徒ほぼ全員が、入学式からカラーのない制服姿で参列する。制服の裏地には校章の大きな刺繍が縫いこまれ、胸ポケットの縁にキナセン、桜が刻まれた金ボタンで前を留め、黒襟には、左に校章、右に学年組章をつける。ただし、胸ポケットのキナセンは、旧来からのものではなく、生徒が学帽をかぶらなくなり、一見本黌の特徴が制服上全く見えなくなってしまうため、新たにつけることになったものである。夏季は、胸に「済々黌」と刺繍された白のカッターシャツに黒の学生ズボンという略装になる。
女子の制服は冬季は紺ブレザーに緑ネクタイ。夏季はグレーのセーラーに白リボン。また中間服として、「済々黌」と刺繍された紺のカーディガンを夏服の上から着ることができる。校章・学年組章は胸ポケットにつける。
スポーツ
戦前の剣道部は全国制覇を何度も達成、漕艇部、体操部、陸上競技部、ハンドボール部、水泳部がそれぞれ過去に全国制覇を達成している。野球部は1958年（昭和33年）の第30回選抜高等学校野球大会での優勝を経験（熊本県勢唯一の優勝）。水球部はインターハイ優勝5回を数え、多数のオリンピック選手を輩出している。また、ラグビー部（くりぃむしちゅーも在籍）が1998年（平成10年）の全国高等学校ラグビーフットボール大会（花園）に出場している。
卒業式
卒業式では、卒業生が最後に学生帽を一斉に投げ上げて退場するのが恒例 となっているが、防衛大学校の卒業式を真似て昭和50年代に始まったものとされている。
アクセス
熊本電鉄バス（案内番号C4・C5・C6・C9） 済々黌前・男女共同参画センター入口バス停徒歩2分。
九州産交バス・熊本電鉄バス（案内番号E）熊本大学前バス停・立田自然公園入口バス停下車徒歩8分程度。
熊本大学（旧制第五高等学校）が隣接している。

## 沿革

### 略歴

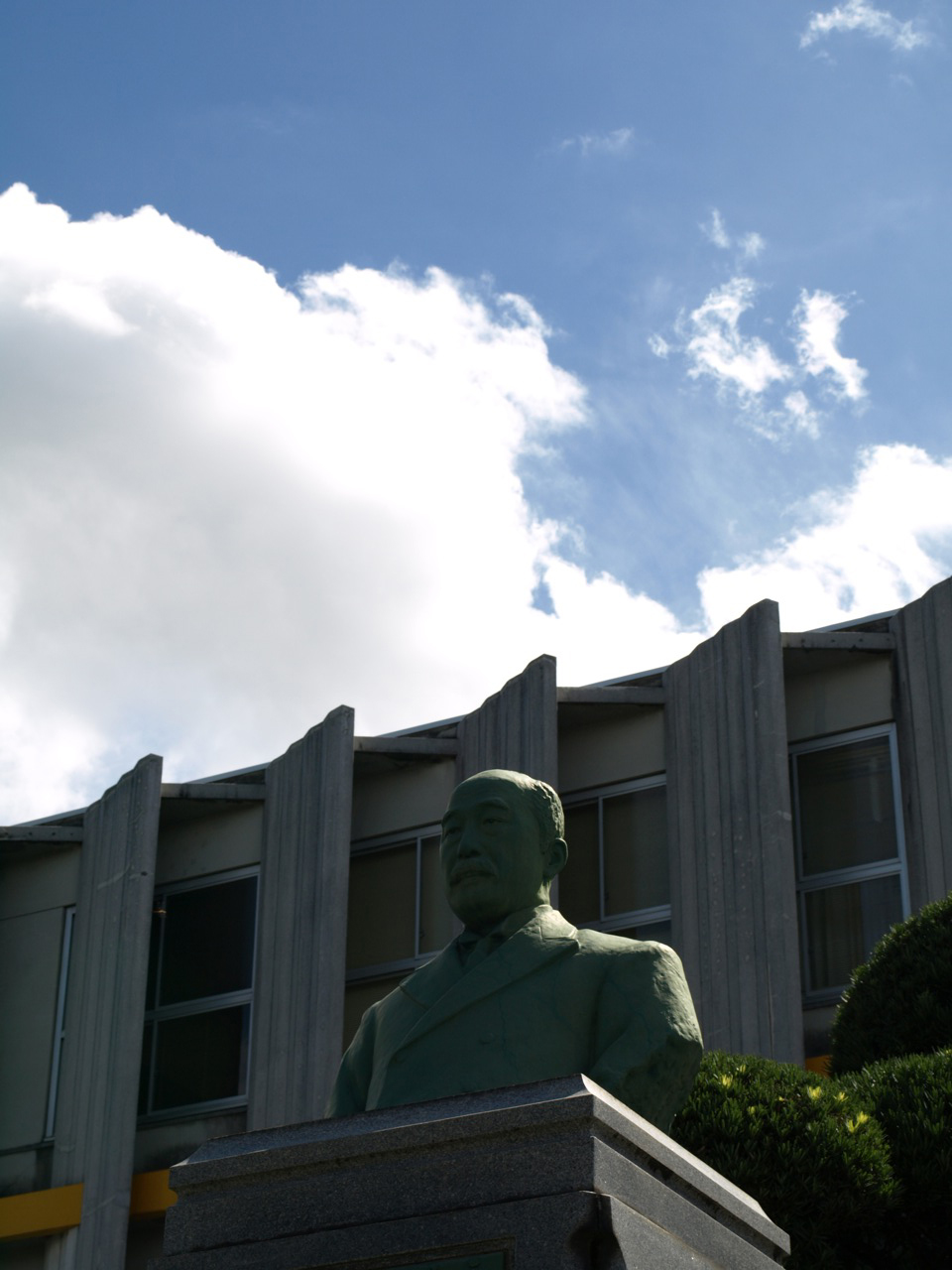
構内の佐々友房の胸像

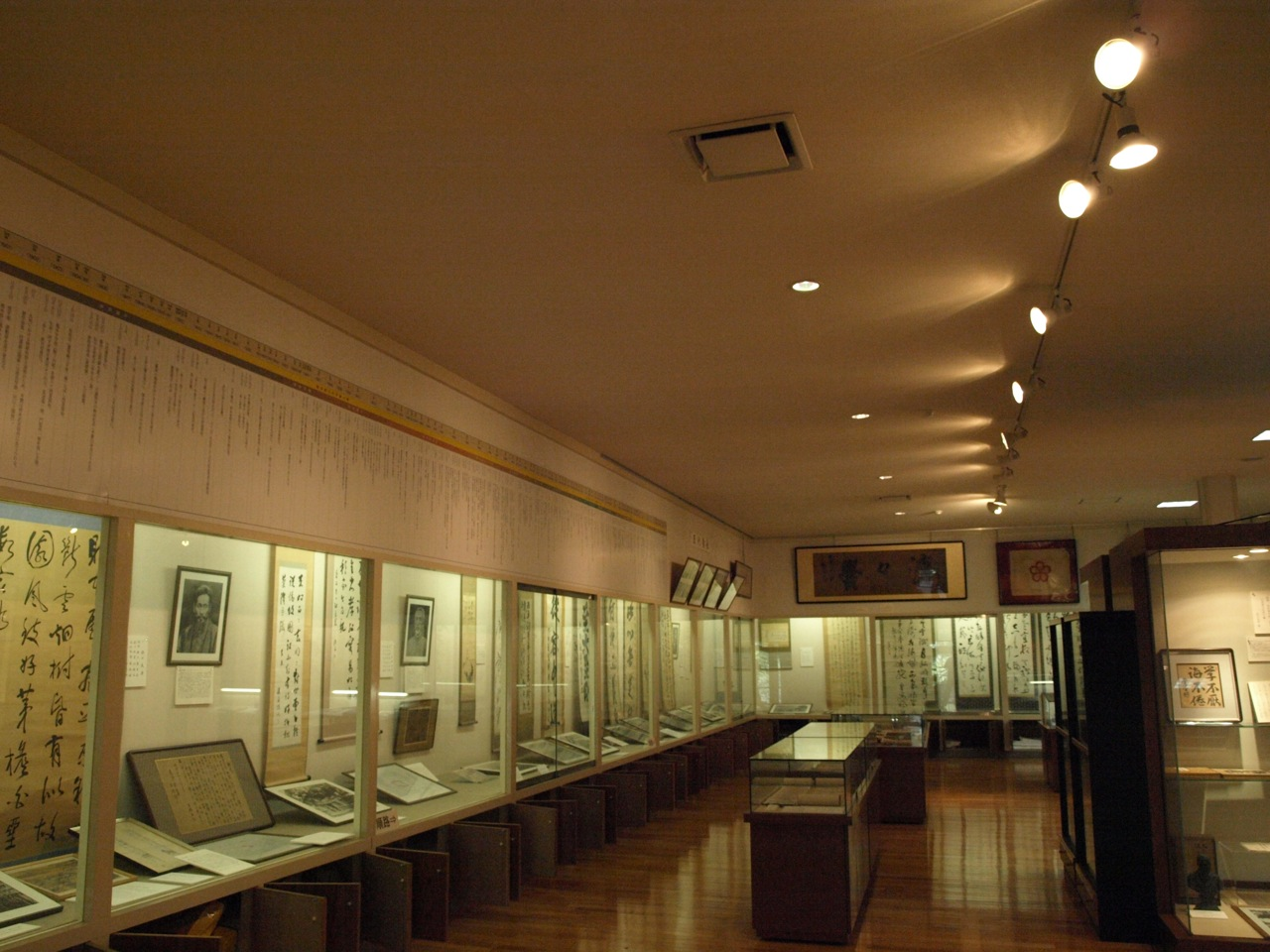
構内の済々黌歴史資料館

熊本県内でもっとも古い1879年（明治12年）創立の高等学校。
創立の中心人物である熊本県士族佐々友房は、肥後熊本藩藩校時習館の出身で、保守佐幕派の思想グループである「学校党」に属していたことから、1877年（明治10年）、23歳のとき、西南戦争に参戦、熊本隊の池辺吉十郎、国友重章らとともに一番小隊長として転戦。田原坂近くの吉次峠で重傷を負い、同年10月、除族・懲役10年の刑に服し宮崎の監獄に収監された。
佐々は獄中で青年子弟の育成、教育こそ急務であると痛感、1879年（明治12年）1月に病気により出獄すると、同年12月、古荘嘉門、高橋長秋ら48名の同志とともに熊本市高田原相撲町に「同心学舎」を設立。建学精神を「皇室中心、国家主義」とした。同心学舎の『建設趣旨書』には、「皇威の尊厳を益し、我が国権の拡張を謀らんとす」と述べられており、その教育は極めて政治的な要素を持つものであった。1881年（明治14年）2月に同心学舎は「同心学校」と改名したが、同心学校には、「将来の国運を想像し、本邦と支那、朝鮮との関係密接なるべきを察し」、中国語及び朝鮮語の課程が設けられた。同心学校において中国語及び朝鮮語の課程が設けられる契機となったのは、長岡護美（旧熊本藩主細川斉護の第六子）が会長に就任した「興亜会」の影響があると指摘されている。当時、全国の官私立学校の中で、中国語・朝鮮語などの課程を設けたものは、興亜会附属の語学校を除いては、同心学校のみであった。このような特殊語学教育は、後に紫溟会の教育機関たる済々黌の教育にも受け継がれることとなった。1882年（明治15年）2月11日、儒教的要素の強い「三綱領」を教育方針の中心に据えた「済々黌」として発足、佐々も自ら第二代黌長に就任する傍ら、教育界だけでなく政界・言論界にも熊本の「保守本流」として進出していくことになる。
「済々黌」は1901年（明治34年）旧制熊本県立中学済々黌、1948年（昭和23年）新制熊本県立済々黌高等学校と変遷を辿り現在に至る。

### エピソード
- 済々黌の発足と発展の背景には、その後ろ楯である「国権派」、すなわち佐々友房らが率いる紫溟会、国権党（=肥後熊本藩の保守勢力であった「学校党」の流れを汲む政治勢力）と「民権派」（=横井小楠ら、幕末に事実上藩の実権を握った進歩的派閥である「実学党」の流れを汲む政治勢力）の対立があったとされる[8]。県政におけるこの政争が教育界に及んだ結果、1888年（明治21年）には議会の多数派であった国権派により、民権派色の強かった県立の熊本中学校が事実上廃止に追い込まれる事態も起きている[9]。以後、済々黌は私立学校でありながら実質的に公立学校のような位置を占め、ついには県立となるに至るのである。また、済々黌は実学党系が設立した熊本洋学校の出身者徳富蘇峰らによる「大江義塾」ともしばしば対立している。
- 1883年（明治16年）5月21日、前年に済々黌を視察に訪れていた参事院議官渡邊昇、また熊本藩出身で当時明治天皇の侍講を務めていた元田永孚が済々黌について奏上、同じく熊本藩出身の井上毅らの周旋の結果、宮内省を通じて恩賜金（500円）が下賜された。ところが学校関係者は、このお金を使ってしまうのは畏れ多いと現在の肥後銀行に預金。当時としては大金であったこの500円は100年以上経過した今でもそのまま預金されており、現在では12,000円ほどになっているという。なお、毎年5月に開催される運動会の正式名称は、「恩賜記念済済黌大運動会」である。また、運動会ではマスゲームのラストに「済々黌純情」[10]（作曲：財津和夫[11]）というオリジナル曲が流される。
- 1887年（明治20年）、高等学校設立のため九州各地の候補地を視察[12] した当時の文部大臣森有礼が済々黌の教育に共感、第五高等学校の設置場所を熊本に決定したという[13]。その後も森は、旧制第一高等学校（のちの東京大学）の校長に古荘嘉門、教頭（のち校長）に木下広次、幹事に高橋長秋、舎監に森田愿という済々黌関係者を据えるなどした。
- 1896年（明治29年）、第五高等学校 (旧制)の運動会に参加していた済々黌の生徒と鹿児島県第一中学校（のちの鹿児島県立鶴丸高等学校）の生徒とが応援合戦でエスカレート、熊本市街地での乱闘騒ぎに発展、鹿児島出身の県警本部長らの仲裁で騒動は収まったという。2000年（平成12年）、済々黌野球部の創立100周年を記念し、鶴丸高校野球部との親善試合が企画され、104年ぶりに両校生徒による試合が実現した。試合は済々黌が勝利したが、翌2001年にも実施された親善試合では鶴丸高校が勝利した。
- 1900年（明治33年）4月に熊本県中学済々黌が分割、第一済々黌と第二済々黌となった。それぞれの「済々黌」が現在の熊本県立済々黌高等学校と、熊本県立熊本高等学校である。両校は現在も「一幹両枝」として交流を続けている[14] が、それぞれ校風は大きく異なっており、「三綱領」をモットーとし、バンカラな気風を遺す済々黌高校は「野武士」、英国の教育にもヒントを受け、「三綱領」からは一定の距離を置き、「士君子」をモットーとする熊本高校は「古武士」とも評される[15][16]。
- 1904年-1905年（明治37-38年）の日露戦争では数多くの卒業生が陸軍士官として出征・戦死しているが、1992年（平成4年）、彼らが戦地の様子を教員や在校生宛に報告した計443通の書簡が應援同好會の部室から発見された。1999年（平成11年）からは教職員の有志による「日露戦役記念帖編集委員会」が解読を開始、並行して関係者の子孫などへの聞き取り調査が行われ、2001年（平成13年）に「日露戦争従軍将兵の手紙[17]」として出版された。
- 1905年、「日本海海戦」で日露戦争を勝利へと導いた東郷平八郎率いる連合艦隊が東京湾凱旋観艦式（日露戦争凱旋観艦式）を行った。東郷の意向により東京の学習院から中学済々黌へ転入していた長男・東郷彪の式典出席を東郷家や関係者たちは望んでいたが、当時の黌長・井芹経平は"学生の本分は勉学"として、頑として彪が式典へ参加することを認めなかったという。また、清浦奎吾に彪の卒業後の進路について尋ねられた井芹は、「頭が悪いから、土いじりでもさせたらどうか」と答えたという。のちに彪は東京高等農学校（のちの東京農業大学）を卒業、農商務省の興津園芸試験場（現在の農研機構カンキツ研究興津拠点）に勤務した[18]。
- 1909年に起こった千里眼事件の一連の騒動のうち、御船千鶴子の透視実験に当時の黌長・井芹経平も関係している。

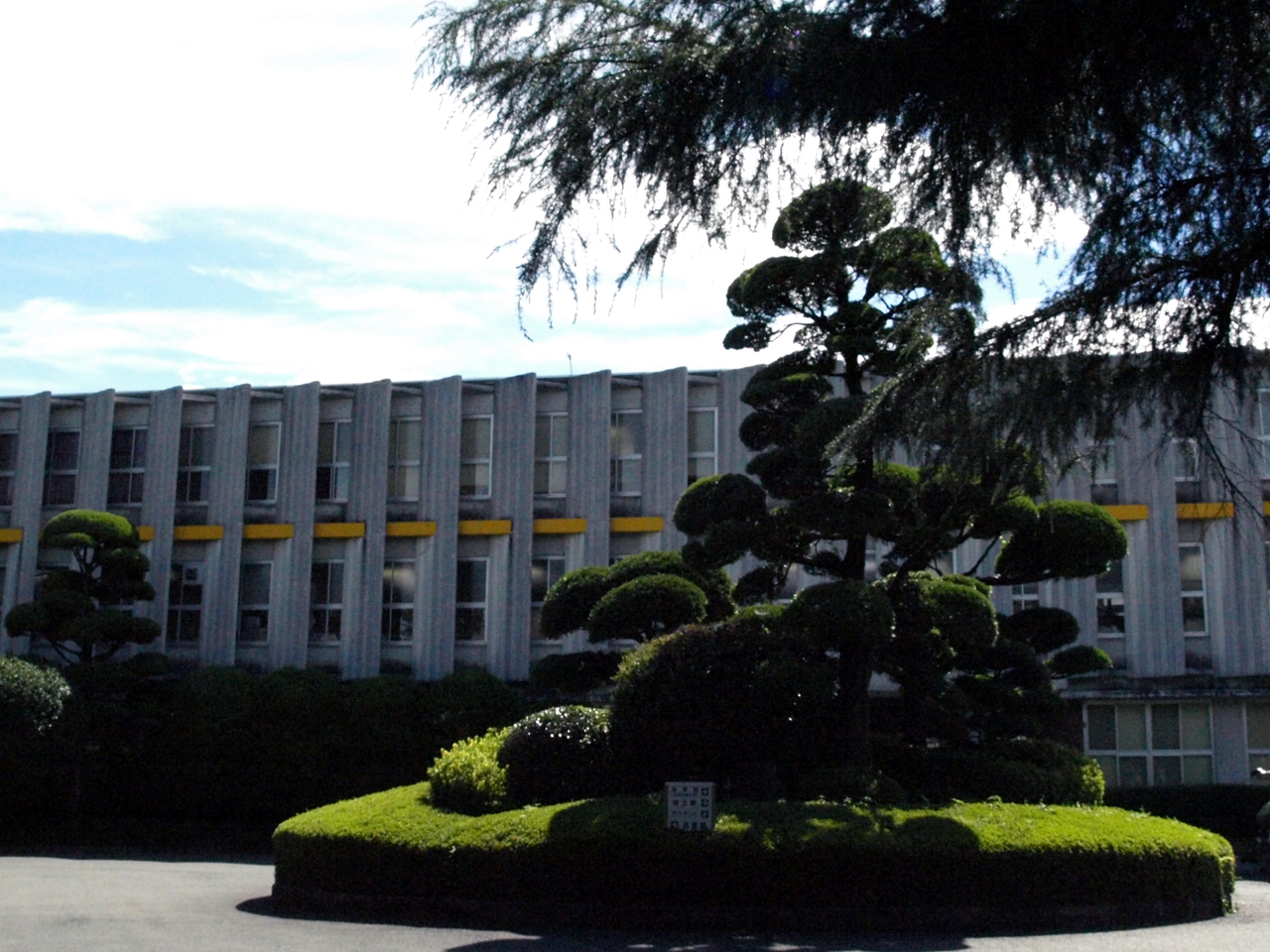
済々黌高等学校本館（2008年撮影）

- 管理棟建物ファサードの二階部分と三階の部分にスクールカラーの黄色のラインが塗られていたが、1960年（昭和35年）の竣工当初は塗られておらず、その経緯については在校生やOBの間でも長らく謎とされてきた。2008年（平成20年）、地元テレビ局の取材により、1976年（昭和51年）3月に卒業した生徒5名が記念に塗ることを発案、実現させたことが判明した。当事者はインタビューに対し、県の教育庁も学校側も当初は反対していたものの、当時の教頭の「何かあったら自分が腹を切れば良い」との決断で実現したと語っている[19]。なお、この建物は老朽化による建て替えのため2009年（平成21年）に取り壊され現存していないが、2011年に竣工した新管理棟にも、スクールカラーのラインが入れられた。
- 入学式や修学旅行、卒業アルバムの写真撮影は全て熊本市の「冨重写真所」[20] が手がけることが伝統になっている。冨重写真所は上野彦馬に師事した富重利平が1870年（明治3年）に藩・軍の御用写真師として開設したもので、西南戦争で消失する前の熊本城の写真[21][22] を手がけるなどしている。
- 教育方針の影響もあり、戦前は陸軍士官学校・海軍兵学校へ進学する者が非常に多かった[23]。現在でも防衛大学校を志望する者が多く、幹部自衛官の卒業生も多い。
- 2012年8月13日、夏の甲子園に出場した野球部が、鳴門高校（徳島県）戦でルールブックの盲点（第4アウト）と呼ばれるプレーで得点した。

### 年表
- 1879年（明治12年）12月5日 - 熊本市高田原相撲町（現下通一丁目）に「同心学舎」として設立。佐々自身は、開校式当日には未だ獄中にあったという。
- 1881年（明治14年）1月 - 「同心学校」に改称。同年、後援者のひとつ、観光社の経営不振により廃校を余儀なくされる。
- 1882年（明治15年）2月11日 - 紫溟会の同志などから再び支援を受け、「私立済済黌」（初代黌長・飯田熊太、副黌長・古荘嘉門）として発足、「三綱領」を制定。第一期生81名が入学。
- 1883年（明治16年）5月21日 - 宮内省より恩賜金500円が下賜される。
- 1883年（明治16年）8月 - 細川護久より3,000円が贈られる
- 1887年（明治20年）- 森有礼が視察に訪れる。
- 1888年（明治21年）- 附属の女子学校（現私立尚絅高等学校）を設立。
- 1891年（明治24年）10月 - 済々黌・春雨黌・文学館・熊本法律学校が合併し九州学院成立。薮の内（現在の城東町・熊本ホテルキャッスル）に移転。
- 1894年（明治27年）4月 - 九州学院より分離、熊本県尋常中学校と改称。
- 1896年（明治29年）4月 - 山鹿・八代・天草の3分校を設立。
- 1899年（明治32年）1月 - 熊本県中学済々黌と改称。
- 1900年（明治33年）4月 - 第一済々黌（定員800人、黒髪町に移転。のちの熊本県中学済々黌。）、第二済々黌（定員600人。同年10月、のちの熊本県熊本中学校）に二分。
- 1901年（明治34年）6月 - 熊本県立中学済々黌と改称。
- 1913年（大正2年）3月20日 - 孫文が宮崎滔天とともに来校。
- 1931年（昭和6年）11月16日 - 昭和天皇が行幸[24]。
- 1947年（昭和22年）4月1日 - 学制改革の暫定措置として、併設中学校を設置し、旧制中学校の2・3年生を収容。
- 1948年（昭和23年）4月1日 - 学制改革に伴い、「熊本県立済々黌高等学校」（男子校）として発足（全日制1,050名、定時制200名）。
- 1949年（昭和24年）4月1日 - 男女共学となる。併設中学校を廃止。
- 1958年（昭和33年）4月10日 - 選抜高等学校野球大会で優勝。
- 1979年（昭和54年）3月 - 熊本県立江津高等学校（現・熊本県立湧心館高等学校）新設に伴い、定時制課程の募集を停止。
- 1982年（昭和57年）3月1日 - 定時制が閉鎖。
- 1984年（昭和59年）2月11日 - 多士会館が竣工。
- 1997年（平成9年）3月18日 - 歴史資料館が開館。
- 1999年（平成11年）2月26日 - 黌士館が竣工。
- 2011年（平成23年）8月 - 新管理棟が竣工。

### 分離独立した学校
- 熊本県立熊本高等学校
  - 1900年 - 熊本県中学第二済々黌として設立
  - 1901年 - 熊本県立熊本中学校と改称
  - 1948年 - 学制改革により熊本県立熊本高等学校発足
- 熊本県立天草高等学校
  - 1896年 - 熊本県尋常中学済々黌天草分黌として設立
  - 1900年 - 熊本県中学済々黌天草分黌と改称
  - 1901年 - 熊本県立中学済々黌天草分黌と改称
  - 1909年 - 熊本県中学済々黌から分離し熊本県立天草中学校独立
  - 1948年 - 学制改革により熊本県立天草高等学校発足
- 熊本県立鹿本高等学校
  - 1896年 - 熊本県尋常中学済々黌山鹿分黌として設立
  - 1909年 - 熊本県立鹿本中学校と改称
  - 1948年 - 学制改革により熊本県立鹿本高等学校発足
- 熊本県立八代高等学校
  - 1896年 - 熊本県尋常中学済々黌八代分黌として設立
  - 1900年 - 熊本県立八代中学校と改称
  - 1948年 - 学制改革により熊本県立八代高等学校発足
- 私立尚絅高等学校
  - 1888年 - 済々黌附属女学校として設立
  - 1891年 - 済々黌より独立して尚絅女学校と改称
  - 1896年 - 尚絅高等女学校と改称
  - 1948年 - 学制改革により尚絅高等学校発足

## 学校関係者と組織
在校生
1学年に約400人が在籍し、10クラス構成である。2年進級時に文系、理系を決める。理系のうち1クラスは特進クラスである。また、年によっては文系にも特進クラスが設置されることがある。

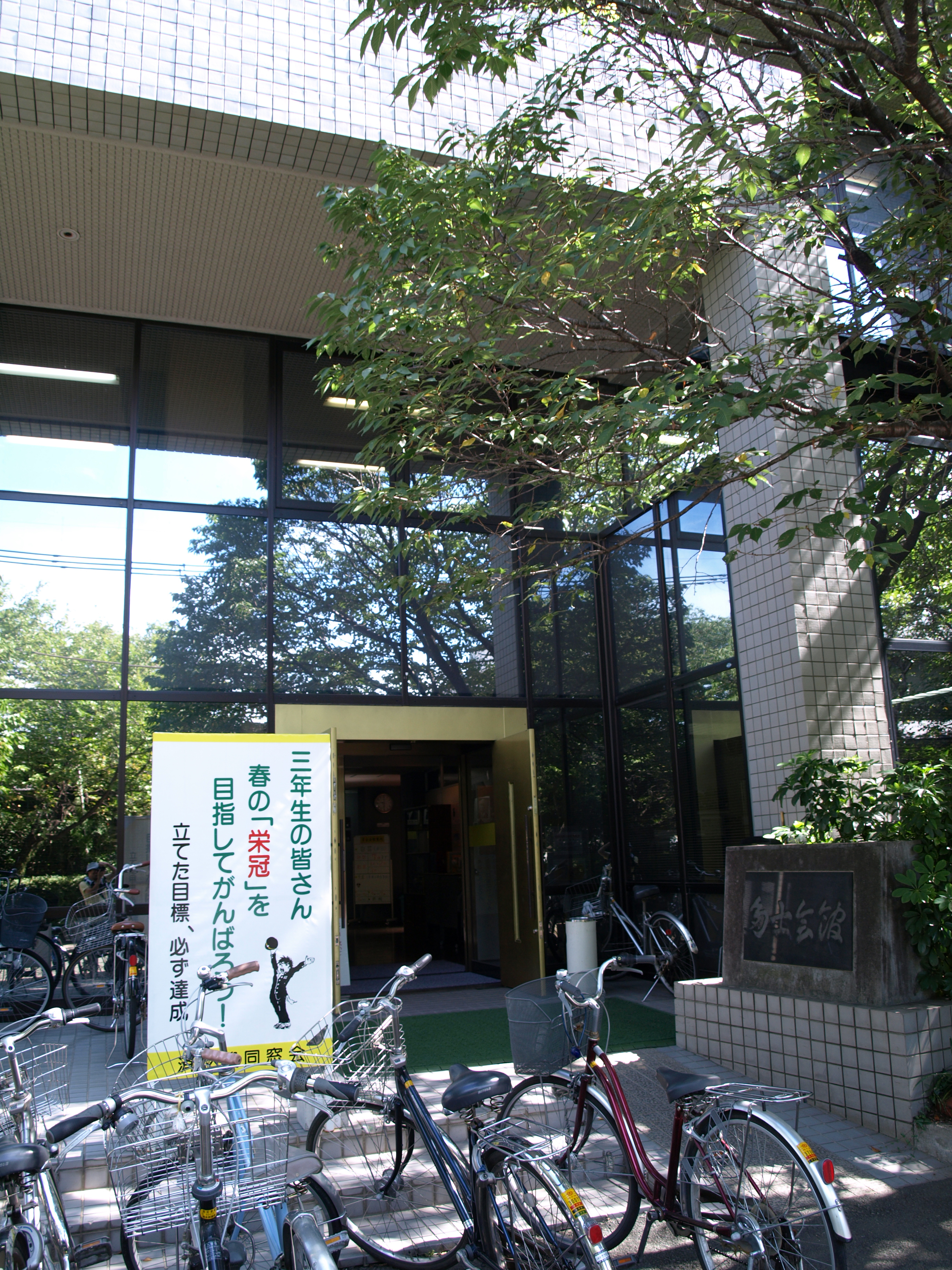
多士会館
同窓会
職域別、地域別にも同窓会が置かれている。
PTA
PTAは「同心会」と称して活動している。

### 著名な教員
- 藤村義朗 - のち三井鉱山取締役、逓信大臣、貴族院議員、男爵。
- 浅井栄凞 - 熊本英語学会主幹、五高時代には夏目漱石の同僚[25]。

### 著名な卒業生

#### 学界
- 狩野直喜 - 漢学者・歴史学者
- 宇野哲人 - 漢学者、元東京帝国大学教授、実践女子大学学長
- 稗方弘毅 - 元和洋女子大学学長
- 荒木俊馬 - 京都産業大学創設者・初代総長
- 丸山学 - 英文学者、民俗学者、元広島高等師範学校教授、熊本学園大学学長
- 田島義博 - 経済学者、元学習院長
- 姜尚中 - 政治学者、元聖学院大学学長、東京大学名誉教授
- 塚本啓祥 - 元宝仙学園短期大学学長、東北大学名誉教授
- 佐伯千仭 - 刑法学者、元京都大学教授、立命館大学名誉教授、弁護士
- 内藤高 - 比較文学者、元大阪大学教授
- 永井由佳里 - 情報学者、北陸先端科学技術大学院大学副学長、日本創造学会会長
- 稲垣優 - 数学者、東海大学学長、国際武道大学学長
- 馬場彰 - 英語学者、元東京外語大学教授、副学長
- 原田永之助 - 眼科医。Vogt-Koyanagi-Harada病を1926年に原著として発表
- 深沢宏 - 元一橋大学経済学部教授 歴史学者 経済学者
- 遠藤嘉基 - 国語学者、京都大学名誉教授
- 田浦雅徳 - 皇学館大学大学教授
- 中村尚史 - 歴史学者、東京大学社会科学研究所副所長・教授
- 山川烈- 九州工業大学名誉教授
- 向井純一郎 - 九州大学名誉教授
- 平井一臣 - 政治学者、鹿児島大学名誉教授

#### 経済・実業界
- 堀貞 - 真宗信徒生命保険社長、共保生命保険社長
- 深水六郎 - 熊本放送最高顧問、参議院議員
- 斉藤惇 - 第14代日本野球機構コミッショナー。コールバーグ・クラビス・ロバーツ（KKR）日本法人会長。産業再生機構社長、日本取引所グループ取締役兼代表執行役グループCEOなどを歴任。
- 田中千一 - 元ランシステム社長
- 中野健二郎 - 阪神高速道路会長、元大阪メトロ経営委員長、元三井住友銀行副会長、元関西経済同友会代表幹事
- 神田康範 - 九州アジアリーグの火の国サラマンダーズ初代球団社長、スポーツアクティベーションひろしま（広島県スポーツコミッション）代表。元ライジングゼファーフクオカ代表取締役社長/CEO

#### 政治家・官僚 ・法曹
- 安達謙蔵 - 元内務大臣
- 木村尚達 - 元司法大臣、元検事総長
- 山田珠一 - 衆議院議員、熊本市長、九州日日新聞社主筆。
- 大塚惟精 - 元貴族院議員
- 大津敏男 - 元樺太庁長官
- 井手三郎 - 衆議院議員、ジャーナリスト
- 小見山七十五郎 - 衆議院議員
- 林市蔵 - 元内務官僚、方面委員（のちの民生委員）制度の創設者
- 東郷彪（途中転出） - 元貴族院議員（東郷平八郎の長男）
- 山田珠一 - 初代九州日日新聞社、熊本市長
- 高橋守雄 - 台湾総督府総務長官、警視総監、熊本学園大学学長、熊本市長
- 石坂繁 - 熊本学園大学理事長、熊本市長
- 三浦八水 - 参議院議員
- 松岡利勝 - 元衆議院議員、農林水産大臣
- 三浦一水 - 元参議院議員
- 三角保之 - 元熊本市長
- 木原稔 - 衆議院議員、第25代防衛大臣
- 木原隆司 - 国税庁関東信越国税不服審判所長、九州大学教授
- 幸山政史 - 前熊本市長
- 村田信一 - 元熊本県副知事
- 馬場昭治 - 天草市長
- 犬童周作 - 参議院議員、総務省大臣官房サイバーセキュリティ・情報化審議官、デジタル庁統括官付審議官[26]

#### 文化人
- 野田哲也 - 東京藝術大学名誉教授、版画家
- 蓮田善明 - 日本浪曼派の国文学者。青年期の三島由紀夫に影響を与えたことでも知られる。元陸軍中尉
- 宗不旱（中退） - 歌人
- 白仁秋津 - 歌人、銀水村村長
- 西島麦南 - 俳人
- 牛原虚彦 - 映画監督
- 細川隆元 - 評論家
- 佛田洋 - 特撮監督
- 後藤大輔 - 映画監督
- 芥川保志 - 映画プロデューサー
- 池田運 - 翻訳家、インド研究家
- 清水天山 - 本校教師、能書家
- 広瀬大志 - 詩人
- 友枝喜久夫 - 喜多流シテ方能楽師
- 花岡太郎 - 作家、春風亭小朝の父
- 松下舞琳 - 将棋の女流棋士

#### 芸能
- チャンス青木 - お笑い芸人
- 海原はるか - お笑い芸人
- くりぃむしちゅー（上田晋也・有田哲平）- お笑い芸人（共にラグビー部）。上田は2018年に、生徒・職員のリクエストを中心に書籍590冊を寄贈し（「上田文庫」）、有田は2012年、クイズ番組で得た賞金で書籍310冊を寄贈（「有田文庫」）。
- 上田啓介 - くりぃむしちゅー上田晋也の兄、熊本県のローカルタレント
- 大田黒浩一 - 熊本県のローカルタレント
- 財津一郎 - 俳優
- 常田富士男(定時制) - 俳優、TBS「まんが日本昔ばなし」
- 中上真亜子 - モデル
- 橋本貴久 - 乙三.メンバー
- 東田トモヒロ - ミュージシャン
- 安達ひでや - ミュージシャン、ちんどん屋
- 竹本カズキ - ポップライン、お笑い芸人
- チャーリー永谷 - ミュージシャン
- 村石雅行 - ミュージシャン
- 樋口了一 - ミュージシャン
- 葉山拓亮 - ミュージシャン
- 山田恭子 - ミュージシャン

#### スポーツ
- 飽本唯徳 - 元プロ野球選手、阪急ブレーブス
- 緒方武 - 剣道家
- 井洋雄 - 元プロ野球選手、広島東洋カープ - 中日ドラゴンズ
- 大麻勇次 - 剣道範士十段、全日本剣道道場連盟初代会長
- 大竹耕太郎 - プロ野球選手、福岡ソフトバンクホークス - 阪神タイガース
- 大野熊雄 - 武道家、弁護士
- 大渕龍介 - 元サッカー選手
- 岡本健一郎 - 元プロ野球選手、阪急ブレーブス
- 川上哲治 - 元プロ野球選手・監督、野球解説者（熊本工より編入。ただし、3か月で退学、旧制人吉中学へ[27]）
- 古葉竹識 - 東京国際大学野球部名誉監督、元広島東洋カープ監督
- 富田宇宙 - パラ競泳選手、ブラインドダンサー

#### 軍人など
- 梅津美治郎（途中転出） - 陸軍大将、 関東軍総司令官他、東京裁判でA級戦犯として終身刑。
- 武藤章（途中転出） - 陸軍中将、 第14方面軍参謀長、東京裁判でA級戦犯として絞首刑。
- 井上貞衛 - 陸軍中将
- 上村利道（中退） - 陸軍中将
- 綾部橘樹 - 陸軍中将、三菱重工業顧問
- 坂口静夫 - 陸軍中将
- 寺倉正三 - 陸軍中将、東京防衛軍司令官
- 深沢友彦 - 陸軍中将、八王子市長
- 山室宗武 - 陸軍中将、第11師団長、砲兵監、陸軍士官学校長
- 古閑健 - 陸軍中将
- 石丸志都磨 - 陸軍少将、満州国軍中将
- 中山寧人 - 陸軍少将、熊本県下益城郡松橋町長
- 津野田是重 - 陸軍少将、衆議院議員
- 河野壽 - 陸軍航空大尉。二・二六事件に参加、湯河原の別荘に滞在中の牧野伸顕を襲撃、事件後自決[28]。
- 安田優 - 陸軍砲兵少尉。二・二六事件に参加、斎藤実内大臣、渡辺錠太郎教育総監を襲撃・殺害、死刑。
- 清原康平 - 陸軍少尉。二・二六事件に参加、反逆罪（群衆指揮など）で無期禁固刑（のち恩赦）。
- 赤星慶治 - 第二十九代海上幕僚長
- 吉岡範策 - 海軍中将
- 福村利明 - 海軍少将
- 堀内豊秋 - 海軍大佐
- 林正義 - 海軍中尉。五・一五事件に連座し、内乱予備罪で有罪。

#### 政治運動家
- 田中義三 - よど号ハイジャック事件
- 新美卯一郎 - 幸徳事件（大逆事件）で処刑された12名の1人。
- 松尾卯一太 - 幸徳事件（大逆事件）で処刑された12名の1人。

#### マスコミ
- 鳥居素川 - ジャーナリスト
- 熊谷直亮 - 国民新聞京城特派通信員、京城日報記者。
- 宗方小太郎 - ジャーナリスト・大陸浪人。上海で時報を創刊。
- 山村明義 - 作家、ジャーナリスト
- 斉田季実治 - 気象予報士、防災士、NHK気象キャスター
- 堤辰佳 - 元読売ジャイアンツ球団ゼネラルマネージャー。読売新聞社記者
- 浦川泰幸 - 朝日放送テレビアナウンサー
- 山田真由美 - 福岡放送アナウンサー
- 清原憲一 - 熊本放送報道制作局専任局次長兼RKK学苑長、元アナウンサー
- 檜室英子 - 熊本放送報道記者、元アナウンサー
- 柿木綾乃 - テレビ西日本報道記者、元熊本放送アナウンサー
- 岡村久美 - 熊本放送社員、元アナウンサー、元報道記者
- 福田浩一 - テレビ熊本元アナウンサー（現在事業局所属）
- 郡司琢哉 - テレビ熊本アナウンサー
- 徳永千帆子 - 元IBC岩手放送～熊本朝日放送アナウンサー
- 菅緑 - 第2日本テレビ第7期専属アナウンサー、tvk『みんなが出るテレビ』元女子大生レポーター（東京海洋大学卒業。現在はネット系企業社員）
- 江越哲也 - ラジオDJ
- 山本恵里伽 - TBSテレビアナウンサー
- 石井隆広 - NHKアナウンサー

#### その他
- 上塚周平 - ブラジル移民功労者
- 内田守 - 医師、ハンセン病研究家
- 福島源次郎 - 創価学会元副会長